# Janos Kranidiotis
Janos Kranidiotis, gr. Γιάννος Κρανιδιώτης (ur. 25 września 1947 w Nikozji, zm. 14 września 1999 w Bukareszcie) – grecki polityk, prawnik i urzędnik państwowy, wiceminister spraw zagranicznych, poseł do Parlamentu Europejskiego IV kadencji.

## Życiorys
Był synem cypryjskiego dyplomaty i poety Nikosa Kranidiotisa. Studiował prawo na Uniwersytecie Narodowym im. Kapodistriasa w Atenach. Następnie kształcił się w zakresie stosunków międzynarodowych na Harvard University i na University of Sussex. Współtworzył cypryjski Ruch na rzecz Socjaldemokracji, zaś od 1976 działał w greckim Panhelleńskim Ruchu Socjalistycznym. W latach 1981–1984 był specjalnym doradcą premiera Andreasa Papandreu do spraw rozwiązania konfliktu cypryjskiego. Następnie do 1989 pełnił funkcję sekretarza do spraw europejskich w ministerstwie spraw zagranicznych. Na przełomie lat 80. i 90. zajmował się działalnością dydaktyczną.
Od lipca 1994 do stycznia 1995 pełnił funkcję zastępcy ministra spraw zagranicznych. Zastąpił następnie Christosa Paputsisa w Parlamencie Europejskim. Mandat eurodeputowanego sprawował do lutego 1997, kiedy to ponownie został wiceministrem. W lutym 1999 awansowany na zastępcę ministra w greckim gabinecie. We wrześniu tegoż roku zginął w wypadku lotniczym nad Bukaresztem, w którym śmierć poniósł również jego syn.